# AIK Innebandys säsong 1996/1997
AIK Innebandys säsong 1996/1997 spelades i Division 1 Mellersta Svealand i en serie som bestod av 10 lag och alla lag spelade 18 matcher var. Det bästa laget gick till kval till Elitserien medan de tre sista degraderades till Division 2. Detta var AIK Innebandys första verksamhetsår och hette då Solna IB/AIK. AIK kom på åttonde plats och flyttades därmed ner till Division 2.

## Matcher
AIK Innebandya gjorda mål i resultatspalten står alltid först oavsett hemma- eller bortamatch.
| Datum            | Spelplats        | Motståndare          | Resultat | Match |
| ---------------- | ---------------- | -------------------- | -------- | ----- |
| 6 oktober 1996   | SJ Sporthall     | Årsta IK             | 4-4      | D1MS  |
| 12 oktober 1996  | S:t Iliansskolan | Västerås IBF         | 2-9      | D1MS  |
| 20 oktober 1996  | SJ Sporthall     | Munksundets FK       | 4-5      | D1MS  |
| 26 oktober 1996  | Idrottshallen    | Silverstaden IBF     | 1-5      | D1MS  |
| 9 november 1996  | Fyrishov         | Teknikums IBK        | 5-2      | D1MS  |
| 20 november 1996 | SJ Sporthall     | Råby BK              | 3-6      | D1MS  |
| 23 november 1996 | Fagerstahallen   | Kolarbyn/Fagersta IF | 7-5      | D1MS  |
| 1 december 1996  | SJ Sporthall     | Tillberga IK         | 6-5      | D1MS  |
| 7 december 1996  | Sporthallen      | Åkersberga IBF       | 2-3      | D1MS  |
| 15 december 1996 | Gamlihallen      | Årsta IK             | 3-5      | D1MS  |
| 22 december 1996 | SJ Sporthall     | Västerås IBF         | 2-11     | D1MS  |
| 12 januari 1997  | S:t Ilianshallen | Munksundets FK       | 4-4      | D1MS  |
| 19 januari 1997  | SJ Sporthall     | Silverstaden IBF     | 4-5      | D1MS  |
| 26 januari 1997  | SJ Sporthall     | Teknikums IBK        | 3-3      | D1MS  |
| 8 februari 1997  | S:t Iliansskolan | Råby BK              | 2-1      | D1MS  |
| 16 februari 1997 | SJ Sporthall     | Kolarbyn/Fagersta IF | 5-8      | D1MS  |
| 22 februari 1997 | Tillbergaskolan  | Tillberga IK         | 4-3      | D1MS  |
| 2 mars 1997      | SJ Sporthall     | Åkersberga IBF       | 5-4      | D1MS  |